# スティーロ
スティーロ（イタリア語: Stilo）は、イタリア共和国カラブリア州レッジョ・カラブリア県にある、人口約2,500人の基礎自治体（コムーネ）。

## 地理

### 位置・広がり

#### 隣接コムーネ
隣接するコムーネは以下の通り。括弧内のVVはヴィボ・ヴァレンツィア県、CZはカタンザーロ県所属を示す。
- ビヴォンジ
- ブロニャトゥーロ (VV)
- カミーニ
- グアルダヴァッレ (CZ)
- モナステラーチェ
- モンジャーナ (VV)
- ナルドディパーチェ (VV)
- パッツァーノ
- セッラ・サン・ブルーノ (VV)
- スパードラ (VV)
- スティニャーノ

## 行政

### 分離集落
スティーロには、以下の分離集落（フラツィオーネ）がある。
- Bordingiano, Caldarella, Ferdinandea, Gatticello, Mila, Vinciguerra, Rosito, Guercia, Maroni, Napi, Malafranó, Nipitino

## 文化・観光
- 「イタリアの最も美しい村」クラブ加盟コムーネである。
- ラ・カットリカ聖堂（英語版）[4]

## 出身者
- トマソ・カンパネッラ（ルネサンス期の哲学者、神学者[5]）